# Batalha de Concepción
A batalha de Concepción foi travada em 28 de outubro de 1835 entre as tropas mexicanas do coronel Domingo Ugartechea e rebeldes texanos liderados por James Bowie e James Fannin. O confronto de 30 minutos, que o historiador J.R. Edmondson descreve como "o primeiro grande empenho da Revolução do Texas", ocorreu nas redondezas da Missão Concepción, a duas milhas (3,2 km) de San Antonio de Béxar.
Em 13 de outubro, o recém-criado Exército Texano sob o comando de Stephen F. Austin marchou em direção a Béxar, onde o general Martín Perfecto de Cos comandava os soldados mexicanos remanescentes no Texas. Em 27 de outubro, Austin enviou Bowie e Fannin, com 90 soldados, para encontrar um local perto de Béxar defensável para o exército texano descansar. Depois de escolher um local perto de Missão Concepción, a escolta acampou durante a noite e mandou um mensageiro para avisar a Austin. Depois de tomar conhecimento de que o exército dos rebeldes estava dividido, Cos enviou Ugartechea com 275 soldados para atacar os texanos acampados em Concepción. O texanos tiveram cobertura em um barranco em forma de ferradura, e sua boa posição defensiva, maior alcance de tiro e melhor equipamento ajudou-os a repelir vários ataques mexicanos, os soldados mexicanos se retiraram apenas 30 minutos antes do restante do exército texano chegar. Historiadores estimam que entre 14 e 76 soldados do México foram mortos, enquanto apenas um insurgente texano morreu.

## Antecedentes
Determinado a pôr um fim definitivo no controle mexicano sobre o Texas, o recém-organizado Exército Texano começou a marchar em direção a San Antonio de Béxar em 13 de outubro de 1835. Dias antes, o general Martín Perfecto de Cos, cunhado do presidente do México Antonio López de Santa Anna, chegou em Béxar para assumir o comando de todas as forças mexicanas da região. Em 20 de outubro, liderados por Stephen Austin (o primeiro empresario a trazer colonos de língua inglesa para o Texas) os texanos chegaram em Salado Creek e iniciaram o cerco de Béxar. Para evitar que os insurgentes se informassem sobre o contingente de defesa, as tropas mexicanas tentaram restringir o acesso de entrada e saída da cidade. Mas apesar dos esforços, várias pessoas conseguiram deixar suas casas e se juntar aos texanos. Dentre estas estava James Bowie, que era famoso por suas proezas de combate; as histórias de suas façanhas no duelo conhecido como Sandbar Fight e da sua busca pela mina perdida da missão de San Sabá já haviam sido amplamente divulgadas.
Em 22 de outubro, Austin nomeou Bowie coronel e deu-lhe o comando conjunto do 1º Batalhão com o Capitão James Fannin. Antes de anoitecer, o batalhão iniciou uma patrulha de reconhecimento para avaliar se as missões em torno de San Antonio poderiam ser usadas como acampamentos. Após analisar três delas, Bowie e Fannin escolheram a Missão San Francisco de la Espada como a mais favóravel para acampar. O restante do Exército Texano se juntou a eles na manhã de 27 de outubro. Ansioso para se aproximar de Béxar, Austin imediatamente enviou Bowie e Fannin para encontrar um bom local de defesa para o exército descansar naquela noite.

## Prelúdio
Bowie e Fannin foram acompanhados por noventa soldados, divididos em quatro companhias lideradas pelos capitães Andrew Briscoe, Robert Coleman, Michael Goheen e Bennet Valentine. O grupo tomou uma rota em sentido norte, seguindo o rio San Antonio e passando pelas missões de San Juan e San José. Ao longo do caminho, eles encontraram um pequeno grupo de escolta do México, que recuou para Béxar após um breve confronto.
Cerca de 2 milhas (3,2 km) de San Antonio de Béxar e seis milhas (9,7 km) do acampamento texano em Espada, a escolta texana parou na Missão Concepción. A 460 metros à oeste da missão, o leito do rio San Antonio fazia uma pequena curva em forma de ferradura, com os dois lados do rio que formavam a curva distantes cerca de 90 metros. Segundo a historiadora Alwyn Barr, "árvores de sombra ambos os lados da Riverbottom amplo que colocar cerca de seis metros abaixo do nível do material circulante prado [sic?] "nas proximidades. Ao invés de retornar imediatamente para Austin, como as suas ordens específicas, Bowie e Fannin vez enviou um mensageiro para trazer indicações de Austin em Concepción. No dia seguinte, um Austin irritado divulgou um comunicado ameaçando funcionários que optaram por não seguir as ordens da corte marcial.
O scouting Texian partido dividido em dois campos. Fannin supervisionado 49 homens na parte sul do Horseshoe Bend,, enquanto Bowie e os restantes homens acampados na parte norte da curva. México vigor Qualquer provenientes do norte seriam capturados no seu fogo cruzado. Os piquetes foram estacionadas ao redor da área e na torre de missão, que ofereceu uma maior visibilidade. Como eles se estabeleceram para a noite, os texanos ficaram surpresos ao ver uma bala de canhão do México, demitido de uma das torres da igreja de Béxar, bateu um pouco além de seu acampamento. Muitos dos soldados texanos acreditavam que um padre da missão teria informado ao exército mexicano sobre suas posições.

## A batalha
Na esperança de neutralizar a força texana em Concepción antes que o restante do exército inimigo chegasse, Cos ordenou ao coronel Domingo Ugartechea que liderasse um assalto ao amanhecer de 28 de outubro. Às seis horas da manhã, Ugartechea deixou Béxar com 275 soldados e dois canhões. Um pesado nevoeiro atrasou a marcha e os mexicanos só chegaram a Concepción entre 07:30 ou 08:00. Um cavaleiro da escolta mexicana atirou no piquete texano Henry Karnes, após revidar, Karnes correu de volta para a sua companhia, frustrado, porque, como ele disse, "Boys, os canalhas que disparou o meu chifre em pó.." Os texanos refugiou no caneiro de fuzilamento, a partir de sua borda, antes de abandonar a 6 pés (1,8 m) até o nível do rio para recarregar. Como os sentinelas texanos restantes correram para se juntar ao corpo principal dos soldados texanos, Pen Jarvis foi atingido por uma bala mexicano e caiu no rio. A bala atingiu uma faca Jarvis tinha deslizado através da parte dianteira de seu cinto, e ele sofreu apenas escoriações.

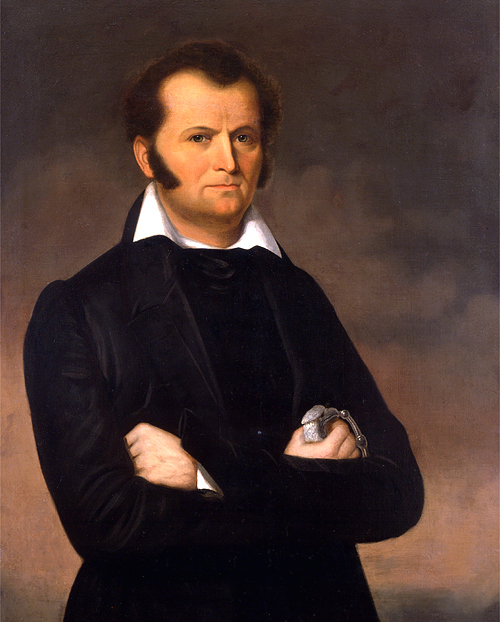
James Bowie liderou as tropas texianas durante a batalha.

A posição texana estava cercada por árvores, deixando a cavalaria mexicana sem nenhum espaço de manobra. Os 200 membros da cavalaria permaneceram na margem oeste do rio, atrás do texanos, para frustrar qualquer tentativa de fuga. O tenente-coronel José Maria Mendoza trouxe a infantaria e artilharia mexicanas do outro lado do rio para uma posição inferior à dos texanos. Em resposta, os texanos apararam o mato próximo de seu acampamento para proporcionar melhor visibilidade e cavaram passos no aterro, para que pudessem mais facilmente subir ao fogo. Os dois lados entraram em conflito perfunctoriamente por duas horas, até que o nevoeiro começou a levantar. Nesse ponto, 50-60 infantaria mexicana atravessou a pradaria para cercar o Texians. Ver a sua abordagem, Bowie gritou para as suas forças Texian, "Mantenha ao abrigo, os meninos, e reservar o seu fogo, não temos um homem reposição! " A 300 metros (270 m) a partir da posição Texian, a infantaria mexicana parado e formou uma linha com o canhão no meio. Eles começaram a disparar à medida que avançavam em direção às posições Texian, com pouco efeito. Para a maior parte, a volleys mexicano passou por cima das cabeças dos Texians. De acordo com Texian Smithwick Noé", metralha e debulhou vasilha através do pecan tees cima, chovendo uma chuva de nozes maduras sobre nós, e eu vi homens pegá-los e comê-los com tão pouca preocupação como se estivessem sendo abalada por um vento norte para baixo. " Em seu relatório oficial a Austin, Bowie afirmou que "A quitação do inimigo era uma chama contínua de fogo, enquanto que a partir de nossas linhas, foi entregue de forma mais lenta, mas com boa pontaria e efeito mortal. " A infantaria mexicanos foram atribuídos Bess mosquetes Brown, que tinha um alcance máximo de apenas 70 jardas (64 m), em comparação com as 200 jardas (180 m), alcance efetivo do longa rifles Texian. O Texians estavam com falta de munições, No entanto, e apesar de munições mexicana era abundante era de má qualidade. Em vários casos, balas de mosquete mexicano ricocheteou soldados Texian, causando poucos danos à excepção de um hematoma.
Quando os oficiais mexicanos ordenaram uma carga sobre o South Bend posse Fannin, Bowie enviou companhia Coleman para ajudar. A maioria dos reforços Texian manobrou para a sua nova posição, abaixo da margem do rio, mas vários subiu de cobertura e correu toda a pradaria. Um deles, Richard Andrews, foi atingido na face com metralha e morreram vários horas após a batalha.
À medida que os reforços chegaram ao sul da ferradura, a infantaria do México caiu para trás, deixando o canhão de 100 jardas (91 m) para os texanos. Os insurgentes redirecionado para o seu fogo canhoneiros. Após três conjuntos diferentes de artilheiros foram mortos ou feridos, os canhões foram abandonados. A tentativa de infantaria mexicana três ataques, todos foram repelidos. Como o buglers mexicana chamada para um retiro, a infantaria caiu fora do alcance do rifle Texian. A cavalaria mexicana foi enviada para recuperar os feridos e os canhões. À medida que a cavalaria se aproximava, Bowie levou uma carga para a pradaria. O Texians rapidamente capturou o canhão e transformou-o no México soldados em fuga. Metralha matou um dos tropeiros, fazendo com que seu caixão a sair do controle e "carenagem [...] através do México ocupa quebrado". A batalha durou apenas 30 minutos.

## Consequências

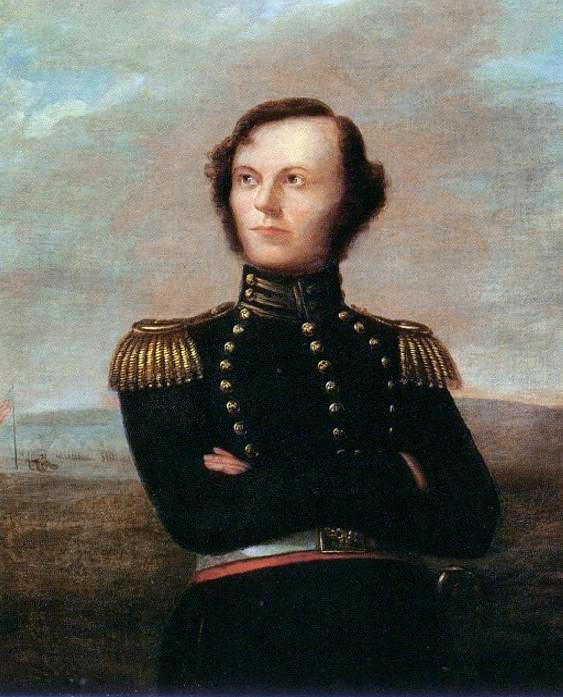
Capitão James W. Fannin foi um dos comandantes da batalha de Concepción.

Austin pretendia reunir as duas partes de seu exército já em 28 de outubro, mas o grupo acampado em Missão Espada tinha atrasado sua saída para prosseguir sem sucesso uma empresa que tinha abandonado. O tenente-coronel William Barret Travis e sua companhia de cavalaria à frente do corpo principal do exército. Quando chegaram em Concepción, o Exército mexicano ainda era visível à distância. O pequeno grupo de cavalaria texiana perseguiu-os, mas os soldados mexicanos chegaram em Béxar com segurança.
Menos de 30 minutos após o término da batalha, o restante do Exército Texiano chegou. Austin sentiu que o moral do mexicanos deveria estar baixo após a derrota e quis avançar de imediato para Béxar. Bowie e outros oficiais se recusaram, pois eles acreditavam que Béxar era muito fortificada. O Texians procurou a área de qualquer equipamento mexicano que tinha sido abandonado durante o retiro. Eles encontraram várias caixas de cartuchos. Queixando-se que o pó mexicana foi "um pouco melhor que bateu" o carvão, o Texians esvaziou os cartuchos, mas manteve as balas.
Naquela noite, Austin permitiu que um padre local e alguns homens de Béxar levassem os corpos dos soldados mexicanos que morreram na batalha. Barr calcula que pelo menos 14 soldados mexicanos foram mortos, com um adicional de 39 feridos, alguns dos quais morreram mais tarde. Timothy Todish et al., em seu livro The Alamo Sourcebook, estima que 60 soldados mexicanos foram mortos, enquanto que o historiador Stephen Hardin afirma que esse número chegou a 76. O único texano a morrer na batalha foi Andrews, e Jarvis foi a único texano classificado como ferido.
Esta batalha, que o historiador J.R. Edmondson descreve como "o primeiro confronto importante da Revolução do Texas", foi a última ofensiva contra os texanos Cos pôde ordenar. Barr atribuiu a vitória texana à "liderança capaz, uma forte posição, e um maior poder de fogo". A cavalaria mexicana foi incapaz de lutar de forma eficaz no Riverbottom, terreno arborizado, e as armas da infantaria do México teve um alcance muito menor do que as dos insurgentes. Apesar de Barr que continua a batalha "deveria ter ensinado lições de coragem ... Mexicano eo valor de uma boa posição defensiva", Hardin acredita que "a relativa facilidade da vitória em Concepción incutiu no Texians a confiança em seus rifles de longo e desprezo por seus inimigos ". Um soldado que serviu mais tarde sob Fannin reclamou que o "ex experiência Fannin na luta contra os mexicanos [em Concepción] levou-o a deixar de tomar as medidas de precaução foram necessárias", que pode ter contribuído para sua derrota na Batalha de Coleto em março de 1836.